# Funció característica (matemàtiques)
En matemàtiques, la funció característica o funció indicatriu és una funció definida en un conjunt X que indica la pertinença d'un element al subconjunt A de X, assignant el valor 1 per a tots els elements de A i el valor 0 per a tots els elements de X que no formen part de A. És, doncs, una funció definida a trossos per la pertinença o no a A de qualsevol element de X.

## Definició
La funció característica del subconjunt A del conjunt X és una funció
{\displaystyle \mathbf {1} _{A}:X\to \{0,1\}\,}
definida com
{\displaystyle \mathbf {1} _{A}(x)={\begin{cases}1&{\text{si }}x\in A\\0&{\text{si }}x\notin A\end{cases}}}
El suport d'Iverson permet una anotació equivalent, {\displaystyle [x\in A]}, que es pot usar en lloc de {\displaystyle \mathbf {1} _{A}(x).}

## Terminologia
El terme «funció característica» té un significat completament diferent en teoria de la probabilitat. És per això que els probabilistes habitualment usen el terme «funció indicador» per a aquesta funció, mentre els matemàtics d'altres branques acostumen a fer servir el terme «funció característica».
La notació de la funció característica de A tampoc no és estàndard. De vegades s'expressa {\displaystyle \chi _{A}(x)}, {\displaystyle \mathbb {I} _{A}(x)} o fins i tot A(x). La lletra grega khi (χ) es fa servir perquè és la lletra inicial segons la etimologia grega de la paraula característic.